# Grand Prix de Fourmies 2012
La 80e édition du Grand Prix de Fourmies a eu lieu le 9 septembre 2012 sur un circuit renouvelé par l'organisation et qui est tracé exclusivement dans l'Avesnois. Elle est, comme à l'accoutumée, disputée le lendemain de la classique franco-belge Paris-Bruxelles. Elle a été remportée après une attaque dans le final par le Danois Lars Ytting Bak (Lotto-Belisol) qui a devancé d'une seconde le peloton réglé par le Norvégien Alexander Kristoff (Katusha), déjà deuxième en 2011, et l'Allemand Marcel Kittel (Argos-Shimano) qui complète le podium.
L'épreuve fait partie de l'UCI Europe Tour 2012 en catégorie 1.HC.

## Présentation

### Parcours
Le Grand Prix de Fourmies change de parcours à l'occasion de cette 80e édition. Il s'élance comme à son habitude du centre-ville de Fourmies, face à la mairie de la commune, pour effectuer une traditionnelle première boucle dans l'Aisne passant par les communes d'Hirson et de Wimy avant de rentrer sur Fourmies. Le parcours passe ensuite par Sains-du-Nord avant d'entamer les changements. Alors que le peloton du Grand Prix de Fourmies poursuivait à l'accoutumée sa route en remontant sur la Sambre via Jeumont, le peloton bifurque désormais en direction de Ramousies, puis se rend dans la commune voisine de Felleries, enchaine avec le lieu-dit Le hameau de L'Épine, Clairfayts, Eppe-Sauvage, Trélon, Liessies et enfin un retour sur Ramousies. Cette nouvelle boucle est à effectuer deux fois avant de revenir sur Fourmies afin d'y effectuer non plus 5 mais 6 circuits finals,.

### Équipes
Classé en catégorie 1.HC de l'UCI Europe Tour, le Grand Prix de Fourmies est par conséquent ouvert aux UCI ProTeams dans la limite de 70 % des équipes participantes, aux équipes continentales professionnelles, aux équipes continentales françaises et à une équipe nationale française.
23 équipes participent à ce Grand Prix de Fourmies : 7 ProTeams, 13 équipes continentales professionnelles et 3 équipes continentales :
| Nom de l'équipe        | Pays       | Code |
| ---------------------- | ---------- | ---- |
| AG2R La Mondiale       | France     | ALM  |
| Katusha                | Russie     | KAT  |
| FDJ-BigMat             | France     | FDJ  |
| Lotto-Belisol          | Belgique   | LTB  |
| RadioShack-Nissan      | Luxembourg | RNT  |
| Saxo Bank-Tinkoff Bank | Danemark   | STB  |
| Vacansoleil-DCM        | Pays-Bas   | VCD  |

| Nom de l'équipe         | Pays   | Code |
| ----------------------- | ------ | ---- |
| Auber 93                | France | AUB  |
| La Pomme Marseille      | France | LPM  |
| Roubaix Lille Métropole | France | RLM  |

| Nom de l'équipe               | Pays        | Code |
| ----------------------------- | ----------- | ---- |
| Accent Jobs-Willems Veranda's | Belgique    | ACC  |
| Androni Giocattoli-Venezuela  | Italie      | AND  |
| Argos-Shimano                 | Pays-Bas    | ARG  |
| Bretagne-Schuller             | France      | BSC  |
| Caja Rural                    | Espagne     | CJR  |
| Cofidis                       | France      | COF  |
| Colombia-Coldeportes          | Colombie    | COL  |
| Europcar                      | France      | EUC  |
| Farnese Vini-Selle Italia     | Royaume-Uni | FAR  |
| Landbouwkrediet-Euphony       | Belgique    | LAN  |
| Saur-Sojasun                  | France      | SAU  |
| Topsport Vlaanderen-Mercator  | Belgique    | TSV  |
| Type 1-Sanofi                 | États-Unis  | TT1  |

### Favoris
(août 2017).
Si vous disposez d'ouvrages ou d'articles de référence ou si vous connaissez des sites web de qualité traitant du thème abordé ici, merci de compléter l'article en donnant les références utiles à sa vérifiabilité et en les liant à la section « Notes et références ».
La principale tête d'affiche de ce 80e Grand Prix de Fourmies devait être le vainqueur du Tour de France 2010 et de Liège-Bastogne-Liège 2009 Andy Schleck (RadioShack-Nissan), qui devait reprendre ici la compétition après plusieurs mois d'arrêt dus à une fissure du bassin. Il déclare finalement forfait pour la course nordiste quelques jours avant le départ et est remplacé par le Danois Jakob Fuglsang. Les autres favoris sont le Français Arnaud Démare (FDJ-BigMat), récent vainqueur de la Vattenfall Cyclassics à Hambourg, l'Espagnol Óscar Freire (Katusha), triple champion du monde et maillot vert du Tour de France 2008 ou encore l'Allemand Marcel Kittel (Argos-Shimano). Suivent enfin les habitués au sprint de Fourmies tels que le Français Romain Feillu (Vacansoleil-DCM), vainqueur en 2009 et 2010, le Biélorusse Yauheni Hutarovich (AG2R La Mondiale), 3e en 2009 et 6e l'an passé, le Norvégien Alexander Kristoff (Katusha), 2e en 2011, le vétéran Stefan van Dijk (Accent Jobs-Willems Veranda's), 2e en 2005 et 3e en 2011, ainsi que le Français Guillaume Blot (Bretagne-Schuller), tenant du titre, qui est candidat ici à sa propre succession.

## Classement final
|    | Coureur             | Pays      | Équipe                        |    | Temps           |
| -- | ------------------- | --------- | ----------------------------- | -- | --------------- |
| 1  | Lars Ytting Bak     | Danemark  | Lotto-Belisol                 | en | 4 h 45 min 01 s |
| 2  | Alexander Kristoff  | Norvège   | Katusha                       | +  | 1 s             |
| 3  | Marcel Kittel       | Allemagne | Argos-Shimano                 |    | 1 s             |
| 4  | Baptiste Planckaert | Belgique  | Landbouwkrediet-Euphony       |    | 1 s             |
| 5  | Jonathan Cantwell   | Australie | Saxo Bank-Tinkoff Bank        |    | 1 s             |
| 6  | Omar Bertazzo       | Italie    | Androni Giocattoli-Venezuela  |    | 1 s             |
| 7  | Francesco Lasca     | Italie    | Caja Rural                    |    | 1 s             |
| 8  | Steven Caethoven    | Belgique  | Accent Jobs-Willems Veranda's |    | 1 s             |
| 9  | Alessandro Bazzana  | Italie    | Type 1-Sanofi                 |    | 1 s             |
| 10 | Jimmy Casper        | France    | AG2R La Mondiale              |    | 1 s             |

## Liste des participants
- Liste de départ complète